# 紐厄爾 (愛荷華州)
紐厄爾（英語：Newell）是一個位於美國愛荷華州布尤納維斯塔縣的城市。

## 地理
紐厄爾的座標為42°36′22″N 95°00′08″W / 42.60611°N 95.00222°W，而該地的平均海拔高度為385米（即1263英尺）。

## 人口
根據2010年美國人口普查的數據，紐厄爾的面積為3.29平方千米，均為陸地。當地共有人口876人，而人口密度為每平方千米266人。